# Rosedale (Oklahoma)
Rosedale es un pueblo ubicado en el condado de McClain en el estado estadounidense de Oklahoma. En el año 2010 tenía una población de 68 habitantes y una densidad poblacional de 340 personas por km².

## Geografía
Rosedale se encuentra ubicado en las coordenadas 34°55′08″N 97°11′06″O / 34.918793, -97.184869.

## Demografía
Según la Oficina del Censo en 2000 los ingresos medios por hogar en la localidad eran de $11,875 y los ingresos medios por familia eran $15,938. Los hombres tenían unos ingresos medios de $0 frente a los $16,750 para las mujeres. La renta per cápita para la localidad era de $7,285. Alrededor del 53.3% de la población estaban por debajo del umbral de pobreza.